# Národný futbalový štadión
Národný futbalový štadión (NFŠ), česky Národní fotbalový stadion, jinak také nazýván Tehelné pole či hovorově Tehelko, je fotbalový stadion v bratislavské části Nové Mesto. Na stadionu hraje své domácí zápasy tým ŠK Slovan Bratislava a také slovenská reprezentace. Vlastníkem stadionu je prostřednictvím Slovanu Bratislava jeho majitel Ivan Kmotrík, který je zároveň investorem stavby. Slovenská vláda na výstavbu stadionu měla přispět dotací ve výši 27,2 milionů eur, tu však nakonec neposkytla.

## Stavba a otevření
O stavbě nového stadionu na místě někdejšího v roce 2013 zbouraného Tehelného pole se v Bratislavě hovořilo již delší dobu. Výstavba stadionu však oficiálně začala 1. září 2016 symbolickým poklepáním základního stavebního kamene. Tohoto aktu se kromě investora Ivana Kmotríka, primátora Bratislavy Iva Nesrovnala, starosty bratislavského Nového Mesta Rudolfa Kusého a prezidenta Slovenského fotbalového svazu Jána Kováčika zúčastnil i tehdejší předseda slovenské vlády Robert Fico. Samotnou stavbu projektu zahrnující kromě stadionu také parkoviště a komerční prostory (bytové domy) prováděla firma Strabag, která postupem času postavila na národním stadionu všechny tribuny, osvětlení, opláštění i zázemí. Ve dnech 14. a 15. 11. 2018 byl položen špičkový trávník dovezený z Nizozemska. Výstavba stadionu pro 22 500 sedících diváků měla být dokončena na konci roku 2018, avšak některé části byly dodělány ještě na začátku roku 2019. Stavba splňuje i kritéria UEFA 4, která zde umožní pořádat kromě mezinárodních a ligových utkání i zápasy Ligy mistrů UEFA, Evropské ligy UEFA a Evropské Konferenční ligy UEFA.
První zápas zde odehrál Slovan Bratislava proti Sigmě Olomouc 16. ledna 2019 v rámci přípravy na jarní část sezony 2018/19, první soutěžní zápas 3. března 2019 v derby proti Spartaku Trnava (výhra 2:0), v plánu bylo i slavnostní otevření stadionu střetnutím se slavným zahraničním soupeřem, které se však v době krátce po zprovoznění neuskutečnilo.
Od konce roku 2019 pravidelně využívá stadion slovenská fotbalová reprezentace, počínaje přátelským utkáním s Paraguayí 13. října 2019.